# Ulli Schauen
Ulli Schauen (* 1957 in Moers) ist ein deutscher Journalist, Publizist und Bürgerrechtler.

## Leben
Schauen wurde an der Kölner Schule - Institut für Publizistik (jetzt Kölner Journalistenschule für Politik und Wirtschaft), an der Graduate School of Journalism in Berkeley (University of California) und bei einem Redaktionsvolontariat des WDR zum Journalisten ausgebildet. Ferner ist er Diplom-Sozialwirt (Universität zu Köln und Universität Göttingen).
Schauen arbeitet nach zwei Jahren Tätigkeit als Redakteur in der TV-Auslandsabteilung beim WDR seit 1989 freiberuflich.
Von 2000 bis 2011 war er Vorsitzender der Bundeskommission Selbstständige in der Gewerkschaft ver.di. Als ver.di-Selbstständigenvorsitzender setzte er sich insbesondere für sozialpolitische Verbesserungen bei Solo-Selbstständigen ein, aber auch gegen die Rundfunkgebühr auf beruflich genutzte internetfähige PCs. Bekanntheit erreichte Schauen, selbst Sohn eines Pfarrers, unter anderem wegen seines Buches Das Kirchenhasser-Brevier.
Als sachkundiger Gewerkschafter administriert Schauen eine Mailingliste und eine Website für freie Mitarbeiter beim WDR. 2002 veröffentlichte er als „Ratgeber für Freie“ das WDR-Dschungelbuch, das er 2012 komplett aktualisierte und im Eigenverlag herausgab. 2019 stellte er nach einem erfolgreichen Crowdfunding auf startnext eine erneut aktualisierte Auflage des WDR-Dschungelbuch. Neben seiner publizistischen Tätigkeit gibt Schauen Seminare über journalistisches Handwerk, berät Freiberufler aus dem Hörfunk- und Fernsehbereich für das ver.di-Beratungsprojekt mediafon und ist als Medientrainer tätig, so zum Beispiel zwischen 2011 und 2014 bei Workshops für Wissenschaftler in der ganzen Europäische Union im Rahmen des Projekts MAITRE. für das European Journalism Centre Maastricht.
Von 2014 bis 2019 trainierte er in Kenya Radiojournalisten im Auftrag der Deutsche Welle Akademie. In dem Zusammenhang konzipierte und redigierte er als verantwortlicher Redakteur und Projektmanager die Website roggkenya.org - Reporting on Good Governance in Kenya, mit der Journalisten in Kenya das Werkzeug und die Primärinformationen zur unabhängigen Berichterstattung über Regierungshandeln zur Verfügung gestellt werden sollten.
Im September 2020 scheiterte Schauen zusammen mit seiner ugandischen Kollegin Jane Ayeko-Kümmeth mit einem Crowdfunding, das afrikanischen Radiostationen seine Rechercheergebnisse über die große Beschneidungskampagne von WHO, UNICEF, UNAIDS, CDC und Gates-Stiftung in Afrika in lokalen Sprachen zur Verfügung stellen sollte. Das Vorhaben hatte Rerchechen und Tonaufnahmen zur Grundlage, die Schauen für ein Deutschlandfunk-Feature gemacht hatte, das in dem Sender am 21. Juli 2020 gesendet wurde.

## Werk (Auswahl)
(Quelle:)

### Bücher, Texte
- Das WDR-Dschungelbuch (2002), Kiepenheuer und Witsch, Köln, ISBN 3-462-03525-8
- Das WDR-Dschungelbuch (2012) Verlag Ulli Schauen, 2. völlig neu bearbeitete Auflage, mit Cartoons von Hayzon, Köln, ISBN 978-3-00-037213-1
- Das WDR-Dschungelbuch (2019), mit Crowdfunding finanzierte 3. Auflage, online auf https://wdr-dschungelbuch.de
- Das Kirchenhasser-Brevier: Ein verlorener Sohn rechnet ab (2010), Heyne-Verlag, München, ISBN 978-3-453-60138-3
- Was sie Liebe nannte (ZEIT-Dossier über „häusliche Gewalt“)
- Der medial-religiöse Komplex (MIZ, Materialien und Informationen zur Zeit, November 2013)

### Reportagen, Dokumentationen
- Kirchturm Rathaus Minarett, über die Schwierigkeit in Dt. Moscheen zu bauen (WDR TV, 30 min)
- Fasten und noch Spaß dabei – der Ramadan an der Basis (WDR TV, 30 min)
- Was heißt denn hier Türke? – über Ethnisierung (WDR TV, 15 min)
- Die Kraftprobe – über das sog. Wanderkirchenasyl (unabhängiges Video, 50 min., und WDR TV, 30 min)
- Freier – Männer unterwegs in der Grauzone des Sex (Deutschlandradio, 54 min)
- News-Website www.pulitzer.de zum katholischen Weltjugendtag (neben Radiobeiträgen zum Ereignis)
- Türsteher – soziale Auswahl an Discotüren (WDR TV, 30 min.)
- Bildung und die Globalisierung (WDR TV, 30 min)
- Unberührbar – Was haben die Dalits von der Dekolonisierung? (WDR TV, 30 min)
- Wie Korea geteilt wurde – über die Wirkung der amerikanischen Besatzungszeit in Südkorea (WDR TV, 30 min. u. WDR-Hörfunk, 54 min.)
- Apartheid auf Deutsch – über katholische Grundschulen in NRW (WDR TV, 30 min)
- Over the top – the Role of English in India (WDR TV, 15 min)
- Mission undercover – koreanische Missionare (Deutschlandfunk, WDR, SWR, Norsk Radio, BBC, 50')
- Hauptsache vernetzt – über networking als Aufgabe (WDR TV, west.art 4' und WDR 5 HF, 20')
- The Aid Audit – wie es 15 Jahre später Entwicklungsprojekten geht, die bei der Expo 2000 in Hannover als vorbildlich dargestellt wurden (BBC World Service - direkter Link, Deutschlandfunk und andere)
- Der Kampf gegen die Vorhaut – die US-Kampagne zur Beschneidung von Männern und Jungen in Afrika (Deutschlandfunk-Feature, auch beim Westdeutschen Rundfunk), 45' ()
- Altersdiskriminierung bei WDR? (Zeitschrift "M" vom 10. Dezember 2024)
- Nigeria: Wie geht investigativ arbeiten in einem korrupten Staat? (Deutschlandfunk, mit Audio, 11. März 2025)
- WDR mit Altersgrenze ("M" Folgeartikel, 26. März 2025)
- Genau hingeschaut: Wahlen in Deutschland (Deutschlandfunk-Feature, 25. März 2025)
- Nigeria: Wenn der Hexenglaube zum Alltag wird (bei der Recherche wurde auch Ulli Schauen als Hexer gebrandmarkt) (Deutschlandfunk, 11. Juni 2025)

## Vorträge
- Fromme Propaganda – Die Medienmacht der Kirchen in Rundfunk und Fernsehen[19]